# La mujer sin cabeza
La mujer sin cabeza (la cual también se exhibió con el nombre: La mujer rubia) es una película coproducida por Argentina, Francia, Italia y España del género drama y misterio, dirigida por Lucrecia Martel la cual se estrenó en Argentina el 21 de agosto de 2008. Fue íntegramente rodada en la provincia de Salta y tiene como protagonistas a María Onetto, Claudia Cantero, César Bordón, Daniel Genoud, Guillermo Arengo, Inés Efron y María Vaner.
En una encuesta de 2022 de las 100 mejores películas del cine argentino, la película alcanzó el puesto 24.

## Sinopsis
Mientras conduce su automóvil en la ruta, Verónica (María Onetto) atropella algo. Unos días después le dice a su esposo que ha matado a alguien en la carretera pero al recorrerla sólo encuentran un perro muerto, y amigos allegados a la policía le cuentan que no hay información de un accidente. Luego que todo vuelve a la calma y parece superado el mal momento, la noticia de un macabro hallazgo hace renacer la preocupación.

## Reparto
- María Onetto - Verónica
- Claudia Cantero - Josefina
- César Bordón - Marcos
- Daniel Genoud - Juan Manuel
- Guillermo Arengo - Marcelo
- Inés Efron - «Candita»
- María Vaner - Tía «Lala»
- Alicia Muxo - Prima «Rosita»
- Pía Uribelarrea Prima «Tere»

## Crítica
El crítico Diego Lerer opinó en el diario Clarín:

“El momento en el que el mundo que se ha construido a su alrededor comienza a derrumbarse, a tornarse inexplicable. El accidente que permite que todo lo que ella consideraba habitual pase a ser una serie de eventos inconexos, extraños, misteriosos. Incapaz de reconocer su mundo cotidiano, Verónica transita por él como por inercia, silenciosa, arrastrada por circunstancias a las que no se opone porque, de hecho, no las comprende. Que nadie parezca darse cuenta de su confusión es una de las pistas de hacia dónde quiere ir Lucrecia Martel en La mujer sin cabeza.

Una película sobre la negación (la historia argentina es una historia de negaciones), el encubrimiento, los velos que se construyen alrededor de la percepción hasta tornarla uniforme, organizada -una cómoda prisión-, La mujer... toma el accidente como posible liberación. A partir de allí, Vero puede empezar a ver un poco más allá de su propia sombra.
Martel hace una doble apuesta. Desde lo temático, analiza la construcción de la percepción, cómo los núcleos sociales -familiares, religiosos, educativos- operan para que organicemos nuestra visión del mundo de acuerdo a determinados preconceptos. Uno observa cómo alrededor de Vero se teje una telaraña de negaciones: no hubo accidente, las pruebas desaparecen, "fue un perro, atropellaste a un perro". Y Vero -ante datos que parecen evidenciar que puede haber sido algo más que eso- debe decidir qué camino tomar.
Pero Martel redobla esa apuesta estructurando narrativa y visualmente su película a partir de esa alteración perceptiva. El espectador estará tan confundido con lo que pasa como Vero y no podrá establecer fáciles relaciones entre los personajes. Martel elige jugar con los fuera de campo y de foco, con puestas de cámara en las que personajes y diálogos entran y salen, superponiéndose entre sí y generando la sensación de meterse de lleno a un mundo -desencajado, distorsionado, fantasmagórico- al que no se sabe bien cómo mirar.
El riesgo, y el maravilloso atrevimiento de Lucrecia es que toda esta distorsión se cuela dentro de un mundo que podríamos considerar realista. Los diálogos, las situaciones (comprar macetas, hijos que estudian afuera, la tensión sexual entre su sobrina y una amiga) y los personajes son reconocibles, mundanos. La "enfermedad perceptiva" de Vero -y de la película- es la que va generando el clima de extrañamiento. Y no tener el marco de un género -como, por ejemplo, el fantástico- desacomoda al espectador.
A esta altura, es casi redundante hablar de la perfecta construcción visual de cada plano de Martel, de la musicalidad y el detalle apropiado para cada línea de diálogo ("zangolotear", "me queda chicona", "le manosearon el mantito"), del original uso del sonido (esencial para mostrar el estado de confusión) y de lo impecable de las actuaciones. Lo importante es que en el filme nada está puesto para impresionar. Aquí, la forma es el fondo.

Si el cine de Martel provoca en algunas personas rechazo o confusión, es por lo mismo que la película plantea, porque el espectador prefiere tener su sistema perceptivo organizado, preestablecido. La "enfermedad" de Vero le abre las puertas a un salto al vacío que no muchos se atreven a dar. Las películas de Martel proponen un salto similar, uno que excede, en varios sentidos, los límites perceptivos y culturales. Como a Vero, la enfermedad y la distorsión nos aterran, nos dejan sin referencias, nos hacen perder el control. Y La mujer sin cabeza es una road movie sin mapa y sin ruta, una que recorre el cuerpo y que, cuando llega al cerebro, no encuentra explicaciones; encuentra una radiografía de cráneo”.

Por su parte el diario Página 12 comentó:

“La directora …va proponiendo todo un riquísimo tejido de subtextos y ambigüedades capaces de expresar un abanico tan amplio que va desde la angustia personal y la deconstrucción familiar hasta la disolución de la responsabilidad y los modos de relación de las distintas capas sociales en una ciudad de provincia.”...“se diría que el film trasciende la mera noción de subjetividad para avanzar hacia un estadio más complejo: intentar que la construcción total de la película refleje el estado de Verónica. Para ello, Martel elabora un virtuoso entramado de imágenes y sonidos que van dando cuenta de un extrañamiento, de un desplazamiento de la realidad, como si algo de pronto se hubiera corrido de lugar.”…”en la infinidad de detalles aparentemente nimios, banales, que va acumulando Martel, en la incalculable simultaneidad de pequeñas acciones y malentendidos (no exentos de humor), su película adquiere un sentido mayor: hay algo que oscila, que bascula en ese mundo en el que todo parece estar en su sitio, pero no lo está.”…”con la notable colaboración de Bárbara Álvarez en la cámara, Martel consigue que en un mismo plano convivan diferentes situaciones, aparentemente desconectadas entre sí, pero que sin embargo van sumando significados. No es casual, por ejemplo, que todo aquello que Vero entiende naturalmente como la clase prestadora de servicios, esté casi siempre en flou, fuera de foco, porque ésa es también su percepción: las empleadas domésticas, las enfermeras, los “changos” que lavan el auto por unas monedas son para ella y su familia apenas siluetas, sombras tan oscuras como el color de su piel. El deliberado desequilibrio en la composición, la fragmentación de los cuerpos parecen remitir, a su vez, no sólo a una gruesa brecha social sino también a una fractura profunda de la realidad.”…”es también un film de fuertes implicancias políticas. Hay en el núcleo dramático de la película todo un mecanismo internalizado de negación y complicidad que trasciende a Verónica y ocupa tácitamente a toda la familia. Si hay una víctima que nadie puede ver ni identificar –¿ecos de las desapariciones durante la dictadura militar?–, tampoco hay un crimen. No se sabe ni tampoco se quiere saber: de eso no se habla. Sin embargo, en una obra plagada de ecos y simetrías, todo parece apuntar al accidente que precipita la conmoción de Vero: las huellas de un niño en el vidrio del auto, el venado muerto que trae su marido de una partida de caza, el sonido de un pelotazo que deja tendido en el piso a un chico, un obstáculo que encuentra enterrado el jardinero que cuida de sus almácigos... todo contribuye a su sordo desasosiego, que ella insiste en negar: “Ya estoy bien, no era nada”, repite"...“estupendo trabajo de María Onetto, pleno de matices y sutilezas, en una cuerda minimalista que evita cualquier desborde. Su andar vanidoso, con la cabeza levemente erguida, en un gesto de orgullo provinciano, no alcanza a ocultar su mirada perdida, sus fugaces llantos ahogados detrás de unos lentes oscuros, o su sonrisa descompuesta en un rictus de angustia. En el último trabajo antes de su muerte, María Vaner (como la tía Lala) también está magnífica" ..."Lo notable de La mujer sin cabeza es que es pasible de múltiples lecturas y se resiste a ser reducida a una visión simple y unívoca. Si hubiera, en todo caso, que pensar un antecedente habría que buscarlo quizás en los cuentos de Silvina Ocampo, en el tono y la atmósfera ambigua de su literatura, siempre al borde de lo fantástico. Algo de esa ambigüedad esencial es la que consigue Martel con su minuciosa composición de cada uno de sus planos, donde la información es siempre mucha, pero también equívoca, enigmática, fragmentaria.”

### Listas históricas de la crítica
| Publicación   | Año  | Lista                                          | Posición | Ref.  |
| ------------- | ---- | ---------------------------------------------- | -------- | ----- |
| Sight & Sound | 2023 | TOP 250 mejores películas de todos los tiempos | 196      | [ 5 ] |

## Exhibición en festivales internacionales de cine
- Francia 	21 de mayo de 2008 	(Festival Internacional de Cine de Cannes)
- Suiza 	9 de agosto de 2008 	(Festival Internacional de Cine de Locarno)
- Brasil 	26 de septiembre de 2008 	(Festival Internacional de Cine de Río de Janeiro)
- Estados Unidos 	6 de octubre de 2008 	(Festival Internacional de Cine de New York)
- Estados Unidos 	6 de noviembre de 2008 	(Festival del American Film Institute)
- Noruega 	21 de noviembre de 2008 	(Oslo International Film Festival o Films from the South)
- Países Bajos 	22 de enero de 2009 	(Festival Internacional de Cine de Róterdam)
- Argentina 	7 de marzo de 2009 	(Pantalla Pinamar Festival)
- Turquía 	4 de abril de 2009 	(Festival Internacional de Cine de Estambul)
- Estados Unidos 	mayo de 2009 	(Festival Internacional de Cine de Seattle)
- Rumania 	25 de septiembre de 2009 	(Festival Internacional de Cine de Iasi)
- Canadá 	2 de octubre de 2009 	(Festival Internacional de Cine de Vancouver)
- Estados Unidos 	22 de noviembre de 2009 	(Festival Internacional de Cine de St. Louis)
- Indonesia 	9 de diciembre de 2009 	(Festival Internacional de Cine de Yakarta)
- Suiza 	11 de febrero de 2011 	(Festival Internacional de Cine Negro de Ginebra)

## Premios y nominaciones
| Premios Sur 2008                                      | Premios Sur 2008     | Premios Sur 2008 | Premios Sur 2008 | Premios Sur 2008 | Premios Sur 2008 |
| Rubro                                                 |                      | Resultado        |                  |                  |                  |
| ----------------------------------------------------- | -------------------- | ---------------- | ---------------- | ---------------- | ---------------- |
| Mejor Película de Ficción                             | La mujer sin cabeza  | Ganadora         |                  |                  |                  |
| Mejor dirección                                       | Lucrecia Martel      | Ganadora         |                  |                  |                  |
| Mejor Guion Original                                  | Lucrecia Martel      | Ganadora         |                  |                  |                  |
| Mejor Actriz Protagónica                              | María Onetto         | Nominada         |                  |                  |                  |
| Mejor actriz de reparto                               | María Vaner          | Nominada         |                  |                  |                  |
| Mejor actriz de reparto                               | Claudia Cantero      | Nominada         |                  |                  |                  |
| Mejor Sonido                                          | Guido Beremblum      | Nominado         |                  |                  |                  |
| Mejor Fotografía                                      | Bárbara Álvarez      | Nominada         |                  |                  |                  |
| Mejor Montaje                                         | Miguel Schverdfinger | Nominada         |                  |                  |                  |
| Mejor Diseño de Vestuario                             | Julio Suárez         | Nominado         |                  |                  |                  |
| Mejor Dirección Artística                             | María Eugenia Sueiro | Nominada         |                  |                  |                  |
| Festival de Cine Internacional de Cannes 2008         |                      |                  |                  |                  |                  |
| Palma de Oro                                          | La mujer sin cabeza  | Nominada         |                  |                  |                  |
| Festival Internacional de Cine de Río de Janeiro 2008 |                      |                  |                  |                  |                  |
| Premio Fipresci                                       | La mujer sin cabeza  | Ganadora         |                  |                  |                  |